# Redlining

Un mapa de “seguridad residencial” de Philadelphia en 1937, lo que clasifica barrios diferentes según los riesgos estimados de hipotecas.

En los Estados Unidos, redlining (derivado de la verbalización de red line, "línea roja") es la negación sistemática de varios servicios por agencias del gobierno federal, gobiernos locales, y el sector privado, o directamente o a través del aumento selectivo de precios. Barrios con proporción alta de residentes pertenecientes a minorías étnicas son redlined más a menudo que otros barrios con ingreso familiares y tipos de casas semejantes pero con menos residentes pertenecientes a minorías. Aunque los ejemplos más conocidos de redlining negaban servicios financieros, como los bancos o los seguros, otros servicios como la asistencia sanitaria o hasta los supermercados se han negado a los residentes. Por ejemplo, en negocios de venta como supermercados, la práctica de emplazar tiendas a propósito en lugares poco prácticos, lejos de los residentes objetivo, resulta en un efecto de redlining. El reverse redlining (redlining inverso) sucede cuando un prestamista o aseguradora se dirige a barrios predominantemente blancos, no para negarles préstamos o seguros a ellos, sino para cobrar más que en un barrio sin redlining, donde hay más competencia.
En los 1960s, el historiador John McKnight acuñó el término redlining para describir la práctica discriminatoria de vallar zonas donde los bancos evitaban inversiones debido a la demografía comunitaria. Durante el apogeo de redlining, estas prácticas discriminaban más frecuentemente contra barrios urbanos con gente negra. Por ejemplo, en Atlanta en los años 1980, una serie de artículos por reportero investigativo Bill Dedman demostraron que bancos a menudo prestaban a blancos con ingreso bajo, pero no prestaban a negros con ingreso medio o alto. El uso de listas negras es un mecanismo conectado, también usado por redliners para vigilar a grupos, áreas, y gente a quienes el partido discriminatorio quiere negar negocios, ayuda, u otras transacciones. En la literatura académica, el redlining se encuadra en el fenómeno más amplio del racionamiento del crédito.

## Historia
Aunque discriminación ya existía en los Estados Unidos, la práctica específica de “redlining” se empezó con el National Housing Act of 1934 (esp. Acto Nacional de Alojamientos de 1934), lo que estableció el Federal Housing Administration (FHA, esp. Administración Federal de Vivienda). La segregación y discriminación contra minorías y contra comunidades minoritarias presidió esta política. La ejecución de esta política federal agravó la caída de barrios centro urbanos, causado por la denegación de capital hipotecario, porque como resultado estos barrios no pudieron atraer y retener familias con la capacidad de comprar casas. El crecimiento de redlining incrementó mucho la segregación racial y la caída urbana en los Estados Unidos.
En 1935, El Federal Home Loan Bank Board (FHLBB, esp. Consejo Federal de Préstamos Residenciales) le preguntó a la Home Owners’ Loan Corporation (HOLC, esp. Corporación de Préstamos para Propietarios) que mirara 239 ciudades y crear “mapas de seguridad residencial” para indicar el nivel de seguridad para inversiones inmobiliarias en cada ciudad encuestada. En los mapas, las áreas más nuevas – los que se consideraban deseable para préstamo – se destacaban en verde y se llamaban el “Tipo A”. Esos típicamente eran suburbios en los alrededores de las ciudades. Barrios de “Tipo B”, perfilados en azul, se consideraban “Todavía Deseable”, mientras los aún más viejos del “Tipo C” o “Decrecientes” se perfilaban en Amarillo. Los últimos, los del “Tipo D”, se perfilaban en rojo (ing. “redlining”) y se considerban los más riesgosos para apoyo hipotecario. Esos barrios generalmente fueron los distritos más viejos, en el centro de las ciudades; a menudo también eran barrios de negros. Historiadores de planificación urbana teorizan que los mapas se usaban por entes privados y públicos por años después para negar préstamos a gente de comunidades de negros. Pero investigación reciente ha indicado que el HOLC no usaba el “redline” en sus propias actividades de préstamo, y que el lenguaje racista reflejaba el sesgo del sector privado y los expertos contratados para conducir las valoraciones.
Algunos mapas con el “redline” se creaban por organizaciones privadas, como J. M. Brewer’s mapa de Filadelfia en 1934. Organizaciones privadas creaban mapas para conformarse a los requisitos del manual de aseguramiento por el FHA. Los prestadores tenían que cumplir los estándares del FHA si querían recibir seguros del FHA por sus préstamos. Manuales de valoración por el FHA instruían a los bancos que debieran evitar áreas con “inharmonious racial groups” (esp. “grupos raciales discordantes”), y recomendaban que municipios promulgaran ordenanzas de zonifacación que discriminaran por la raza.
Después del National Housing Conference (esp. Conferencia Nacional de Vivienda) de 1973, un grupo de organizaciones comunitarias en Chicago, dirigido por la Northwest Community Organization (NCO, esp. La Organización Comuntaria Noroeste) creó National People’s Action (NPA, esp. Acción Nacional de la Gente), para ampliar la lucha contra la desinversión y el “redlining” hipotecario en barrios de todo el país. Esta organización, dirigido por Gale Cincotta, una ama de casa de Chicago, y Shel Trapp, un organizador comunitario professional, abordó The Federal Home Loan Bank Board (El Consejo Federal de Préstamos Hipotecarios), la autoridad que gobernaba sobre las instituciones de Savings & Loan (S&L), (Ahorros y Préstamos) federalmente juradas, las cuales en ese momento tenían la mayoría de las hipotecas del país. La NPA se embarcó para construir una coalición de organizaciones comunitarias urbanas, para aprobar un reglamento de divulgación nacional, o sea una ley que requería que los bancos revelaran sus prácticas de préstamo.
Por muchos años, organizaciones comunitarias urbanas habían luchador contra decadencia de los barrios por medio de atacar la práctica de “blockbusting” (esp. “romper el bloque”), lo que forzaba que dueños mantuvieran propiedades y requería que las ciudades cerraran y derribaran propiedades abandonadas. Estas acciones atendieron a las causas a corto plazo de la decadencia. Sin embargo, líderes de los barrios empezaron a aprender que estos asuntos y condiciones eran síntomas de la disinversión, lo que era la causa verdadera, aunque ocultada, de estos problemas. Ellos cambiaron su estrategia mientras que acumularon más datos.
Con la ayuda de NPA, una coalición de organizaciones comuntarias ligeramentes afiliadas empezó a formar. En la Third Annual Housing Conference (esp. La Tercera Conferencia Anual de Viviendas) en Chicago en 1974, ochocientos delegados de 25 estados y 35 ciudades la asistieron. La estrategia enfocó el Federal Home Loan Bank Board (FHLBB), lo que supervisó S&Ls en ciudades por todo el país.
En 1974, La Metropolitan Area Housing Association (MAHA, esp. Asociación de Vivienda Metropolitano) de Chicago, formada por representantes de organizaciones locales, presionó que la Legislatura Estatal de Illinois pasara leyes para exigir divulgación y prohibir redlining. In Massachusetts, organizadores aliados con NPA afrontó una situación única. Sobre 90% de hipotecas se mantenían por bancos de ahorros contratados por el estado. Una organización vecindario Jamaica Plain empujó el asunto de desinversión hasta la carrera estatal por la posición de gobernador. La comitiva de Banca e Hipoteca de Jamaica Plain, y su filial municipal, La Boston Anti-redlining Coalition (BARC, esp. La Coalición Contra Redlining en Boston), ganó un compromiso del candidato Democrático Michael S. Dukakis, lo cual prometó exigir divulgación por todo el estado a través de la Massachusetts State Banking Commission (esp. Comisión Bancario del Estado Massachusetts). Duspúes de que Dukakis se eligió, su nuevo Comisario de la Banca exigió que los bancos divulgaran datos de préstamos hipotecarios por código ZIP. Se reveló el redlining, lo que era presunto.
NPA y sus filiales alcanzaron la meta de divulgación de prácticas de préstamo cuando se promulgó el Home Mortgage Disclosure Act (esp. Acto de Divulgación de Hipoteca) de 1975. La transparencia obligada y revisión de prácticas de préstamo empezaron a cambiar las prácticas. NPA empezó a trabajar para reinversión en áreas que se habían descuidado. Su apoyo ayudó a promulgar en 1977 el Community Reinvestment Act (esp. Acto de Reinversión Comunitario).

## Desafíos

### Sistema judicial
El U.S. Department of Housing and Urban Development (HUD, esp. Departamento EE. UU. de Vivienda y Desarrollo Urbano anunció un acuerdo de $200 millones con Associated Bank (AB, esp. Banco Asociado) sobre redlining en Chicago y Milwaukee en mayo de 2015. La observaciones de HUD de los tres años anteriores guio el departamento hacia una denuncia que el banco intencionalmente rechazó aplicaciones hipotecarias desde solicitantes negros y latinos. El acuerdo final requirió que AB abriera oficinas en barrios con pocos blancos, así como HSBC.
El Fiscal del Estado de New York, Eric Schneiderman, anunció un acuerdo legal con Evans Bank (Banco Evans) por $825,000 el 10 de septiembre de 2015. Una investigación había descubierto el borrado de barrios de negros desde los mapas de préstamos hipotecarios. Según Schneiderman, a pesar de que el banco recibió 1,100 aplicaciones para hipotecas desde 2009 hacia 2012, solamente cuatro fueron de afroamericanos. Después de esta investigación, el Buffalo News (Noticias de Buffalo) inform que más bancos se podrían investigar por los mismos razones en el futuro cercano. Los ejemplos más notables de esos acuerdos con el Department of Justice (DOJ, Departamento de Justicia) y HUD han enfocado en gran medida en bancos comunitarios en áreas grandes y metropolitanos, pero también han tratado de bancos en otras regions, por ejemplo First United Security Bank en Thomasville, Alabama, y Community State Bank en Saginaw, Míchigan.
El Departamento de Justicia de los Estados Unidos (DOJ) anunció un acuerdo legal de $33 millones con Hudson City Savings Bank (HSCB), lo que sirve Nueva Jersey, Nueva York, y Pensilvania, el 24 de septiembre de 2015. Una investigación del DOJ de los seis años pasados había demostrado que la empresa intencionalmente evitaba otorgar hipotecas a los latinos y afroamericanos y evitaba expandirse hacia comundidades de minorías. El DOJ lo llamó el “[acuerdo hipotecario de redlining más grande de su historia]”. Como parte del acuerdo, HCSB tuvo que abrir oficinas en comunidades con pocos blancos. El fiscal estadounidense Paul Fishman explicó a Emily Badger por The Washington Post, “[si vivías en un barrio con la mayoría de negros o hispanos, y si querías aplicar por una hipoteca, HCSB no era el lugar para ir.]” Las agencias de ejecución citaron evidencia adicional de discriminación en las prácticas que HCSB usaba para seleccionar agentes, y notaron que el banco recibió 80 por ciento de sus aplicaciones hipotecarios desde agentes hipotecarios pero que los agentes con quienes el banco trabajaba no ubicaban en áreas con mayorías de afroamericanos y hispanos.